# Râul Zarqa
Râul Zarqa (în arabă نهر الزرقاء) este al doilea afluent ca mărime al râului Iordan, după râul Yarmouk. Este al treilea râu din regiune după cantitatea de apă pe care o transportă anual, iar bazinul său hidrografic cuprinde zonele cele mai dens populate de la est de râul Iordan. El izvorăște în apropiere de Amman, curge printr-o vale adâncă și largă (care este identificată cu cea a râului biblic Iaboc) și se varsă în Iordan, la o altitudine 1.090 de metri. Râul este foarte poluat, iar curățarea sa este una dintre prioritățile principale ale Ministerului Mediului din Iordania.
Din punct de vedere geologic, râul Zarqa are o vechime de aproximativ 30 de milioane de ani. La izvoarele râului se află 'Ain Ghazal, un sit arheologic important, care datează din perioada neolitică. Descoperirile arheologice realizate de-a lungul cursului râului indică faptul că zona a fost bogată în trecut în floră și faună. Râul Zarqa este bine cunoscut pentru zăcămintele sale de chihlimbar, care datează din Cretacicul inferior (135 m.y.). 

## Etimologie
Numele arab modern, Zarqa (زرقاء), înseamnă „râul albastru”.

## Biblicul Iaboc

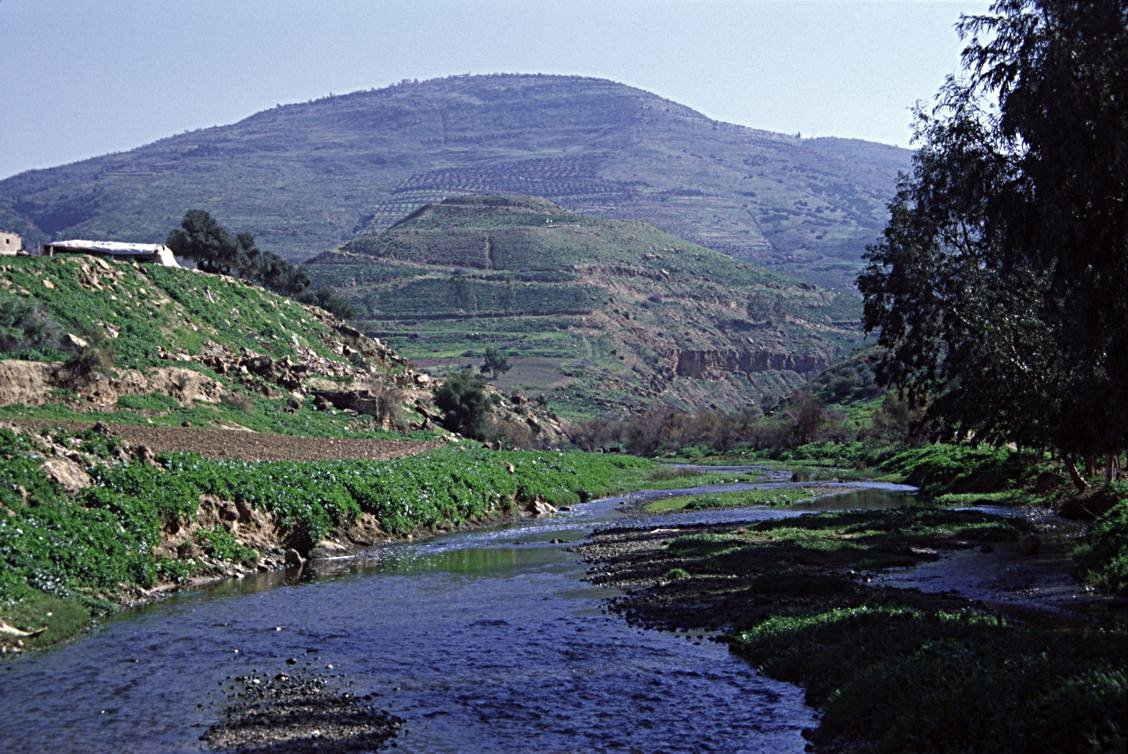
Râul Zarqa curgând prin Guvernoratul Jerash

Râul Zarqa este identificat cu râul biblic Iaboc (în ebraică: יבוק). Biblicul Iacov a traversat Iabocul pe drumul de întoarcere spre Canaan, după ce a plecat din Harran. El merge la vest prin Valea Sukkot, de unde traversează Iordanul și poate ajunge cu ușurință la Sihem, așa cum a făcut Iacov în cele din urmă. Orașele biblice Țaretan și Adam sunt, de asemenea, la gura văii.
Râul este menționat pentru prima dată în legătură cu întâlnirea lui Iacov cu Esau și cu lupta lui Iacov cu îngerul (Geneza 32:23 32:23 și următoarele.). El a fost granița care separa teritoriul lui Ruben și Gad de cel al lui Ammon (Deuteronom 3:16), acesta din urmă fiind descris ca situat de-a lungul râului Iaboc (Numeri 21:24; Deuteronom 2:37, 3:16; Iosua 12:2). Teritoriul Sihonului este descrisă ca întinzându-se „de la Arnon până la Iaboc” (Numeri 21:24) și a fost revendicat ulterior de către regele Ammon (Judecători
11:13, 22). Eusebiu din Cezareea plasează râul între Gerasa și Filadelfia.